# 彼得羅蘇爾山
48°10′47″N 24°25′04″E / 48.17972°N 24.41778°E

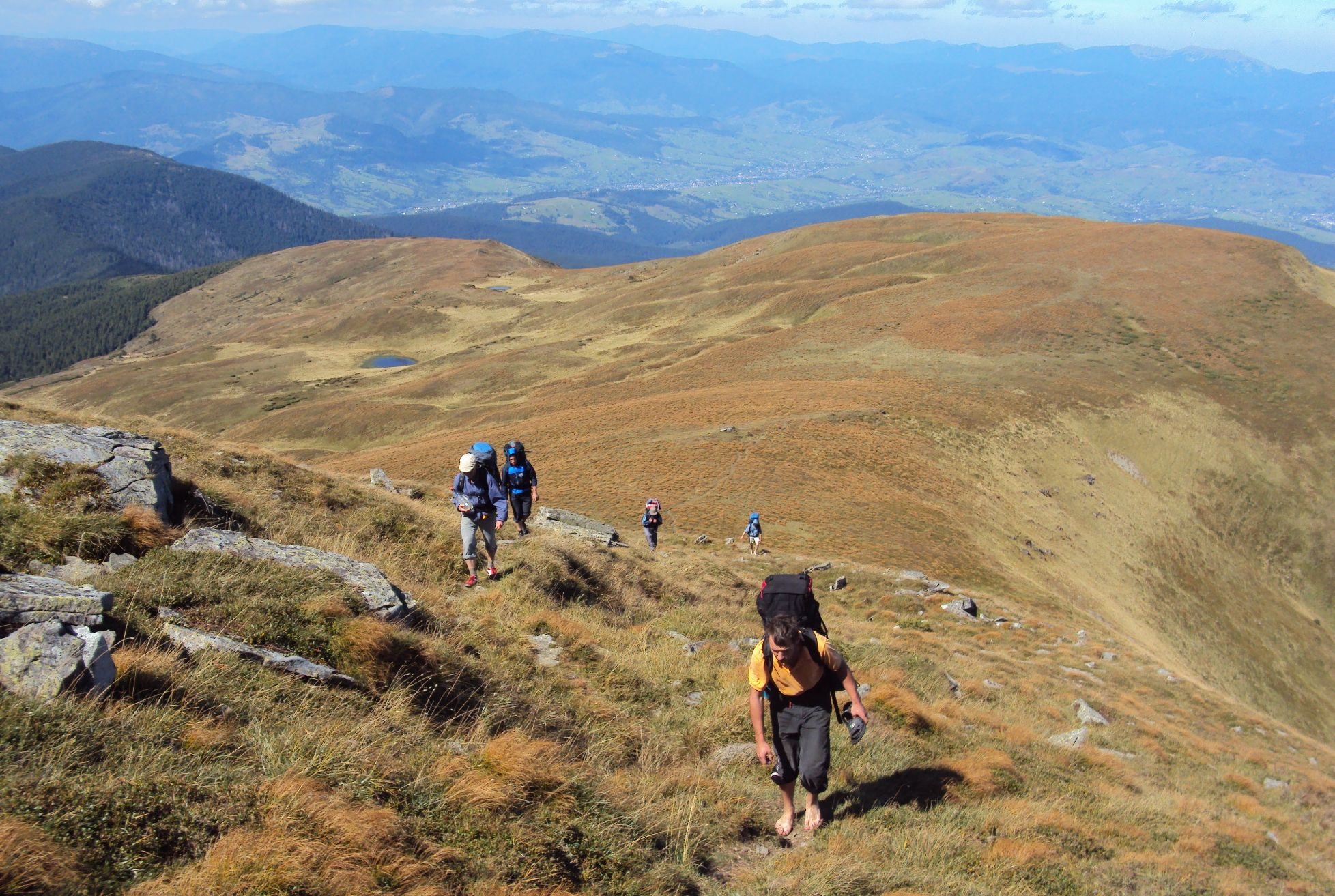

彼得羅蘇爾山是烏克蘭的山峰，位於該國西部外喀爾巴阡州，處於拉希夫區，屬於烏克蘭喀爾巴阡山脈中喬爾諾戈拉山脈的一部分，海拔高度1,855米。